# 콤소몰레츠섬
콤소몰레츠섬(러시아어: остров Комсомолец)은 러시아 세베르나야제믈랴 제도의 북쪽에 있는 섬이다. 면적은 8812km2이고, 섬의 65%는 얼음에 뒤덮여 있다. 1913년 러시아의 탐험대가 발견하였다.